# 8시 석찬
8시 석찬(Dinner At Eight)은 미국에서 제작된 조지 큐커 감독의 1933년 드라마, 코미디 영화이다. 마리 드레슬러 등이 주연으로 출연하였고 데이빗 O. 셀즈닉 등이 제작에 참여하였다.

## 출연

### 주연
- 마리 드레슬러
- 존 베리모어

### 조연
- 월레스 비어리
- 진 할로우
- 라이오넬 베리모어
- 리 트레이시
- 에드먼드 로우
- 빌리 버크

## 제작진
- 원작자: 에드나 페버
- 원작자: 조지 S. 코프만
- 미술: 프레데릭 호프
- 의상: 아드리안